# گمینا وینگاوا
گمینا وینگاوا (به لهستانی:  Gmina Wieniawa) یک گمینا در لهستان است که در شهرستان پژسوخا واقع شده‌است. گمینا وینگاوا ۱۰۴٫۰۳ کیلومتر مربع مساحت و ۵٬۵۲۳ نفر جمعیت دارد.